# Elecciones federales de México de 2012 en Baja California
Las Elecciones federales en Baja California de 2012 se llevó a cabo el domingo 1 de julio de 2012 y en ellas serán renovados los titulares de los siguientes cargos de elección popular del estado mexicano de Baja California:
Diputados Federales de Baja California: 8 Electos por mayoría relativa elegidos en cada uno de los Distritos electorales, mientras otros son elegidos mediante representación proporcional.

## Candidatos
7 partidos políticos nacionales tendrán la posibilidad de registrar candidatos, de manera individual, formando coaliciones electorales entre dos o más partidos, o registrando candidaturas comunes, es decir registrar a un mismo candidato aunque cada partido compita de manera independiente.

### Diputados federales
| Partido/Coalición | Partido/Coalición                                                                                          | Diputados |
| ----------------- | --- | --------- |
|                   | Partido Acción Nacional                                                                                    | 1         |
|                   | Compromiso por México - Partido Revolucionario Institucional - Partido Verde Ecologista de México          | 6         |
|                   | Movimiento Progresista - Partido de la Revolución Democrática - Partido del Trabajo - Movimiento Ciudadano | 0         |
|                   | Nueva Alianza                                                                                              | 0         |

#### Distrito II (Mexicali)
|  | 39.04 % |

|  | 36.90 % |

|  | 16.82 % |

|  | 4.33 % |

#### Distrito III (Ensenada)
|  | 41.50 % |

|  | 29.36 % |

|  | 23.14 % |

|  | 3.37 % |

#### Distrito IV (Tijuana)
|  | 34.20 % |

|  | 30.08 % |

|  | 26.68 % |

|  | 06.70 % |

#### Distrito V (Tijuana)
|  | 33.35 % |

|  | 32.80 % |

|  | 27.57 % |

|  | 03.78 % |

#### Distrito VI (Tijuana)
|  | 40.06 % |

|  | 27.40 % |

|  | 25.79 % |

|  | 04.24 % |

#### Distrito VII (Mexicali-Ensenada-Tecate)
|  | 43.04 % |

|  | 27.97 % |

|  | 22.46 % |

|  | 03.90 % |

#### Distrito VIII (Playas de Rosarito/Tijuana)
|  | 37.33 % |

|  | 29.22 % |

|  | 26.82 % |

|  | 04.02 % |

## Senadores

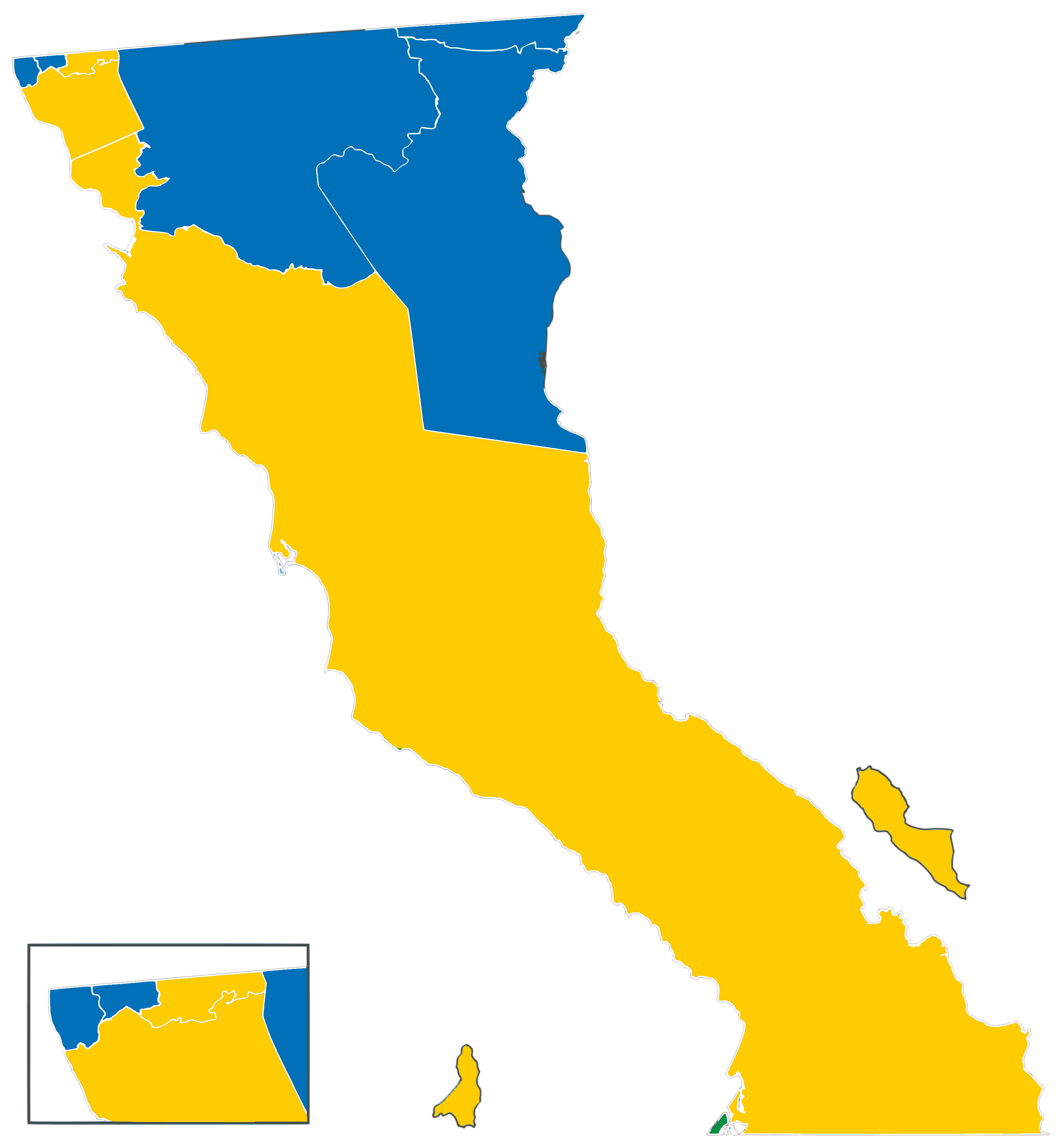
Mapa de resultados a la elección de senador en los distritos electorales de BC.
🟦: PAN
🟨: Movimiento Progresista

|  | 33.49 % |

|  | 30.70 % |

|  | 17.95 % |

|  | 03.76 % |

|  | 04.69 % |

|  | 39.81 % |

|  | 27.62 % |

|  | 17.30 % |

|  | 03.21 % |

|  | 04.00 % |

|  | 28.25 % |

|  | 26.53 % |

|  | 30.88 % |

|  | 03.29 % |

|  | 03.53 % |

|  | 35.20 % |

|  | 23.66 % |

|  | 31.94 % |

|  | 03.76 % |

|  | 04.92 % |

|  | 29.86 % |

|  | 21.18 % |

|  | 29.22 % |

|  | 04.16 % |

|  | 03.03 % |

|  | 29.86 % |

|  | 25.85 % |

|  | 28.19 % |

|  | 04.12 % |

|  | 03.45 % |

|  | 30.55 % |

|  | 29.80 % |

|  | 22.99 % |

|  | 04.12 % |

|  | 03.63 % |

|  | 28.11 % |

|  | 25.42 % |

|  | 31.16 % |

|  | 04.38 % |

|  | 03.54 % |

## Presidente de México
|  | 27.20 % |

|  | 36.99 % |

|  | 31.15 % |

|  | 2.80 % |